# 競輪の競走一覧
競輪の競走一覧（けいりんのきょうそういちらん）とは日本における競輪の競走の一覧である。原則的に2002年4月1日より実施されている番組制度に基づいて述べる。
なお、250競走（PIST6）においては従来の競輪と全く異なる競走体系であり、グレード制も導入されていない。詳細は当該項を参照のこと。
以下、♥マークはガールズケイリンでの競走。

## GP
- KEIRINグランプリ
- ♥オッズパーク杯ガールズグランプリ

## GI（G1）
≪ ≫内は一次特別選抜予選競走、「 」内は二次特別選抜予選競走。
- 読売新聞社杯全日本選抜競輪「スタールビー賞」
- 日本選手権競輪「ゴールデンレーサー賞」
- 高松宮記念杯競輪（東日本=「青龍賞」）（西日本=「白虎賞」）
- 寬仁親王牌・世界選手権記念トーナメント≪日本競輪選手会理事長杯≫「ローズカップ」
- オールスター競輪≪ドリームレース≫≪オリオン賞レース≫「シャイニングスター賞」
- 朝日新聞社杯競輪祭「ダイヤモンドレース」
- ♥オールガールズクラシック≪ティアラカップ≫
- ♥パールカップ
- ♥競輪祭女子王座戦

## GII（G2）
- ウィナーズカップ「毘沙門天賞」
- サマーナイトフェスティバル
- 共同通信社杯競輪
- ヤンググランプリ（単発レース）

## GIII（G3）
- 開設記念競輪
- 大阪・関西万博協賛競輪 - 2021年度から2025年度までの5年間限定で開催。2023年度からは下記ナイターG3と同じ日程で実施される開催もある。
- 施設整備等協賛競輪 - 2021年度から2026年度までの6年間限定で開催。
- ナイター競走（名称は異なる） - 2017年度から開設記念競輪とは別に4日制で開催。原則として開設記念競輪をナイター開催で行った競輪場が実施でき、2017年度は川崎で、2018年度は川崎と函館で、2019年度は川崎と四日市で、2020年度は函館と松戸で、2021年度は川崎、前橋、四日市で、2022年度は函館、松戸、松山で、2023年度は京王閣、伊東温泉、四日市で、2024年度は函館、別府、四日市でそれぞれ1節ずつ開催。「ナイターGIII」として開催する場合は、「男子S級9競走＋女子ガールズケイリンL級3競走の1日12競走」を原則とする。
- ミッドナイトGIII - 2024年度から実施。2024年度は佐世保、小松島でそれぞれ1節ずつ開催。男子S級7競走＋ガールズケイリンL級2競走の1日9競走を実施する。

## FI（F1）
原則的には競輪プログラム改革構想（KPK）制度時代から「S級シリーズ」（準記念）と称されている開催。S級とA級1・2班戦の2本立て。2012年7月より女子（ガールズケイリン）を含む3本立ても行われている。
- 寺内大吉記念杯競輪（オールS級）
- 大阪・関西万博協賛競輪 - 2021年度から2025年度までの5年間限定で開催。

## FII（F2）
原則的には競輪プログラム改革構想（KPK）制度時代以前より行われている普通開催のこと。デイ・ナイターレースでは、2008年1月1日よりA級1・2班戦と、A級3班在籍選手のみで行われるA級チャレンジレースの2本立てとなった。2012年7月より女子を含む3本立ても行われている。

### FIIシリーズ
- 全日本プロ選手権自転車競技大会記念競輪（オールS級）
- ミッドナイト競輪（一部の開催はS級トーナメントも行われ、その場合は＜FI＞格付けとなる）
- モーニング競輪

### グレードレースのシリーズ内で行われる単発レース
- ルーキーチャンピオンレース
- レインボーカップファイナル
- ガールズ フレッシュクイーン

## 廃止された競走
- 全国都道府県選抜競輪（特別競輪、1951年 - 1968年）
- 秩父宮妃賜杯競輪（特別競輪、1966年 - 1970年）
- 全日本新人王戦（特別競輪、1963年 - 2000年）
- ふるさとダービー（GII、1989年 - 2008年）
- SSカップみのり（GI、2008年 - 2010年）
- SSシリーズ風光る（GI、2009年 - 2011年）
- 東西王座戦（GII、2002年 - 2012年）
- 女子競輪（1949年 - 1964年。2012年7月にガールズケイリンとして復活）
- ダービートライアル（1974年 - 1995年）
- 新人リーグ（1983年 - 1995年。2020年より競輪ルーキーシリーズとして復活）
- SAトーナメント
- レインボーカップ（FII）のセカンドシリーズ。
- A級ツイントーナメント
- 共同通信社杯秋本番（GII、2009年 - 2011年） - 年間2開催時代の秋開催のみ廃止。（共同通信社杯春一番の開催時期に相当していた）共同通信社杯競輪そのものは存続。なお、2016年度より同競走は9月に開催時期を移行。
- チャリーズ杯（単発。S級。2013年 - 2014年）
- 国際自転車トラック競技支援競輪（GIII、2015年 - 2020年）
  - 過去にはトラック支援競輪同様に協賛競輪（愛・地球博協賛競輪[1]や北京オリンピック日本代表選手応援協賛競輪[2][3]）がGIIIとして行われたことがある。
- ガールズグランプリトライアル（FII、2018年 - 2022年。2023年以降はGI・競輪祭女子王座戦へ移行）
- ガールズケイリンコレクショントライアル（FII、2018年 - 2023年）
- 国際競輪（FI、1982年 - 2007年。外国人短期登録選手出場開催、日韓対抗戦競輪）

なお、国際競輪については2009年度から実施の短期登録選手制度の導入により、通常のFI開催および日韓対抗戦競輪に移行したが、のちKEIRIN EVOLUTIONに統合した。
- ガールズケイリンコレクション（FII、2013年 - 2024年。のちオールガールズクラシックなどのGIへ移行）
- ガールズケイリンフェスティバル（FII、2014年 - 2024年。女子オールスター競輪と統合し2025年以降は女子オールスター競輪をGIへ格上げ）
- KEIRIN EVOLUTION（FII、2014年 - 2019年。単発、ただし例外あり。オールS級）※休止扱い
- S級ブロックセブン（FII、オールS級　2017年 - 2020年）※休止扱い

## 競走形態の種類
車番連勝式車券の全場実施以降、競輪では事実上先頭固定競走しか行なわれていないが、それ以前には下記に挙げる先頭固定競走以外の種類の競走も行なわれていた。
競輪独自の競走
- 先頭固定競走 - 現在はこの競走しか行なわれていない。
  - オリジナル（現在は男子のみ）
  - インターナショナル（ガールズケイリン・男子の一部）
- 普通競走
- クロス

自転車競技の種目を類した競走
- 先頭責任競走
- スプリント（スクラッチ）
- ミスアンドアウト
- ポイント - 制度のみで実施はされなかった。

競走車以外での競走
- タンデム
- 実用車・軽快車